# 아사히촌 (사이타마현 고다마군)
아사히촌(旭村)은 사이타마현 고다마군에 속했던 촌이다. 

## 역사
- 1889년 4월 1일 - 정촌제 시행에 의해 고다마군 아사이촌이 성립하였다.
- 1954년 7월 1일 - 혼조정, 후지타촌, 닛테촌, 기타이즈미촌과 합병해, 혼조시가 성립하여, 동일 아사히촌은 폐지되었다.

## 참고문헌
- 内田安蔵編『関八州名士肖像録』東江堂、1904年。
- 大日本篤農家名鑑編纂所編『大日本篤農家名鑑』大日本篤農家名鑑編纂所、1910年。